# Епархия Трима
Епархия Трима (лат. Dioecesis Atrimensis) — упразднённая епархия, в настоящее время титулярная епархия Римско-Католической церкви.

## История
Город Трим с V века был центром епархии одноимённой епархии. В V веке в Трим прибыл святой Патрик основал в городе монастырь, рукоположив в епископа своего племянника святого Лумана. Вторым епископом Трима был святой Форхерн.
Епархия Трима прекратила своё существование в конце XI века и её территория была присоединена к епархии Мита. Епископ Трима уже не упоминается среди участников Синода в Ратбрейзеле, который состоялся в 1111 году и Синода Келлса, состоявшемся в 1154 году.
С 1970 года епархия Трима является титулярной епархией Римско-Католической церкви.

## Епископы
- епископ святой Луман (V век);
- епископ святой Форхерн (V век);
- епископ святой Катальд (V век);
- епископ Комак I (460—480) — назначен архиепископом Армы;
- епископ святой Кормак II (? — 741);
- епископ (? — 791);
- епископ Ceanfoilly (? — 819).

## Титулярные епископы
- епископ Miguel Fenelon Câmara Filho (9.01.1970 — 24.11.1976) — назначен архиепископом Масейо;
- епископ Michael Mary O’Shea O.S.M.[1] (19.11.1990 — 30.05.2006);
- епископ Gregory O’Kelly S.J. (6.07.2006 — 15.04.2009) — назначен епископом Порт-Пири;
- вакансия.

## Источник
- Annuario Pontificio, Libreria Editrice Vaticana, Città del Vaticano, 2003, стр. 767, ISBN 88-209-7422-3
- Henry Cotton, The Succession of the Prelates and Members of the Cathedral Bodies of Ireland. Fasti ecclesiae Hiberniae, Vol. 3, The Province of Ulster, Dublin, Hodges and Smith 1849, стр. 107, 151—152  (англ.)